# Бс-2-64
Бс-2-64, известна още като 2 – 64 „Земляне“, е номенклатура от елементи за едропанелни жилищни сгради до 8 етажа за сеизмични райони, разработена от НипроИТИС през 1964 г. за новопостроения тогава Домостроителен комбинат № 2 в София.

## Характерни особености на сградите
Надлъжното междуосие е 3,20 м, а напречните – 2 х 5,76 м. Стълбищната клетка е изнесена напред спрямо останалата част от фасадата. Асансьорът спира на площадките между етажите. Покривът е плосък. Първоначално подпокривното пространство е ниско, но към края на периода на производство се преминава към високо. Фасадните и калканните панели са с мозаично покритие. В тази номенклатура за първи път се прилага вътрешно отводняване на покрива. Тези панелки имат и асансьори, произведени в асансьорния завод в София.